# Liste der Biografien/Dro
Liste der Biografien |
Portal Biografien |
Personensuche
# |
A |
B |
C |
D |
E |
F |
G |
H |
I |
J |
K |
L |
M |
N |
O |
P |
Q |
R |
S |
T |
U |
V |
W |
X |
Y |
Z |
?
 
Da |
Db |
Dc |
Dd |
De |
Dg |
Dh |
Di |
Dj |
Dk |
Dl |
Dm |
Dn |
Do |
Dq |
Dr |
Ds |
Du |
Dv |
Dw |
Dy |
Dz
 
Dra |
Drb |
Drc |
Drd |
Dre |
Drg |
Dri |
Drj |
Drk |
Drl |
Drm |
Drn |
Dro |
Drp |
Drs |
Drt |
Dru |
Drv |
Dry |
Drz
Die Liste der Biografien führt alle Personen auf, die in der deutschsprachigen Wikipedia einen Artikel haben. Dieses ist eine Teilliste mit 482 Einträgen von Personen, deren Namen mit den Buchstaben „Dro“ beginnt.

## Dro
- Dro, Edwige-Renée, ivorische Schriftstellerin

### Drob
- Drobe, Franz Kaspar (1808–1891), deutscher Bischof
- Drobek, Luděk (* 1975), tschechischer Handballnationalspieler und Handballtrainer
- Drobela, Sander (1931–2010), deutscher Journalist
- Drober, Nechama (1927–2023), deutsch-israelische Autorin
- Drobesch, Werner (* 1957), österreichischer Historiker
- Drobetz, Wolfgang (* 1971), österreichischer Ökonom
- Drobež, Jernej (* 2000), slowenischer Handballspieler
- Drobiazko, Margarita (* 1971), litauische Eiskunstläuferin
- Drobil, Michael (1877–1958), österreichischer Bildhauer
- Drobinski, Matthias (* 1964), deutscher Journalist
- Drobinski-Weiß, Elvira (* 1951), deutsche Politikerin (SPD)
- Drobisch, Eugen Theodor (1839–1901), deutscher Komponist
- Drobisch, Gustav Theodor (1811–1882), deutscher Schriftsteller, Journalist und Schauspieler
- Drobisch, Johannes Friedrich (1723–1762), deutscher Komponist und Kantor
- Drobisch, Karl Ludwig (1803–1854), deutscher Komponist
- Drobisch, Klaus (1931–2019), deutscher Historiker
- Drobisch, Moritz Wilhelm (1802–1896), deutscher Mathematiker und Philosoph
- Drobisch, Till (* 1993), namibischer Radrennfahrer
- Drobischewa, Leokadija Michailowna (1933–2021), sowjetische bzw. russische Ethnosoziologin und Hochschullehrerin
- Drobits, Christian (* 1968), österreichischer Politiker (SPÖ)
- Drobka, Devin, US-amerikanischer Jazzmusiker
- Drobna, Didi (* 1988), österreichische Schriftstellerin
- Drobner, Bolesław (1883–1968), polnischer Politiker
- Drobner, Hubertus (* 1955), deutscher römisch-katholischer Theologe
- Drobner, Mieczysław (1912–1986), polnischer Komponist, Dirigent, Musikwissenschaftler und -pädagoge
- Drobnič, Mitja (* 1951), slowenischer Politiker und Diplomat
- Drobnig, Ulrich (1928–2022), deutscher Rechtswissenschaftler
- Drobnis, Jakob Naumowitsch (1890–1937), sowjetischer Politiker und Linksoppositioneller, Opfer des Stalinismus
- Drobnitzky, Walter (1900–1988), deutscher evangelischer Pfarrer, Vorsitzender der Hochkirchlichen Vereinigung, Ökumeniker
- Drobnjak, Anđela (* 1994), montenegrinische Leichtathletin
- Drobnjak, Anto (* 1968), jugoslawischer, später serbisch-montenegrinischer, Fußballspieler und montenegrinischer Fußballtrainer und -funktionär
- Drobnjak, Dragiša (* 1977), serbisch-slowenischer Basketballspieler
- Drobnjak, Predrag (* 1975), serbisch-montenegrinischer Basketballspieler
- Drobny, Adolf (1938–1994), österreichischer Goldschmied und Künstler
- Drobny, Franz (1863–1924), österreichischer Architekt und Hochschullehrer
- Drobný, Jaroslav (1921–2001), tschechoslowakischer Tennis- und Eishockeyspieler
- Drobný, Jaroslav (* 1979), tschechischer Fußballtorhüter und TrainerJaroslav Drobný (* 1979)

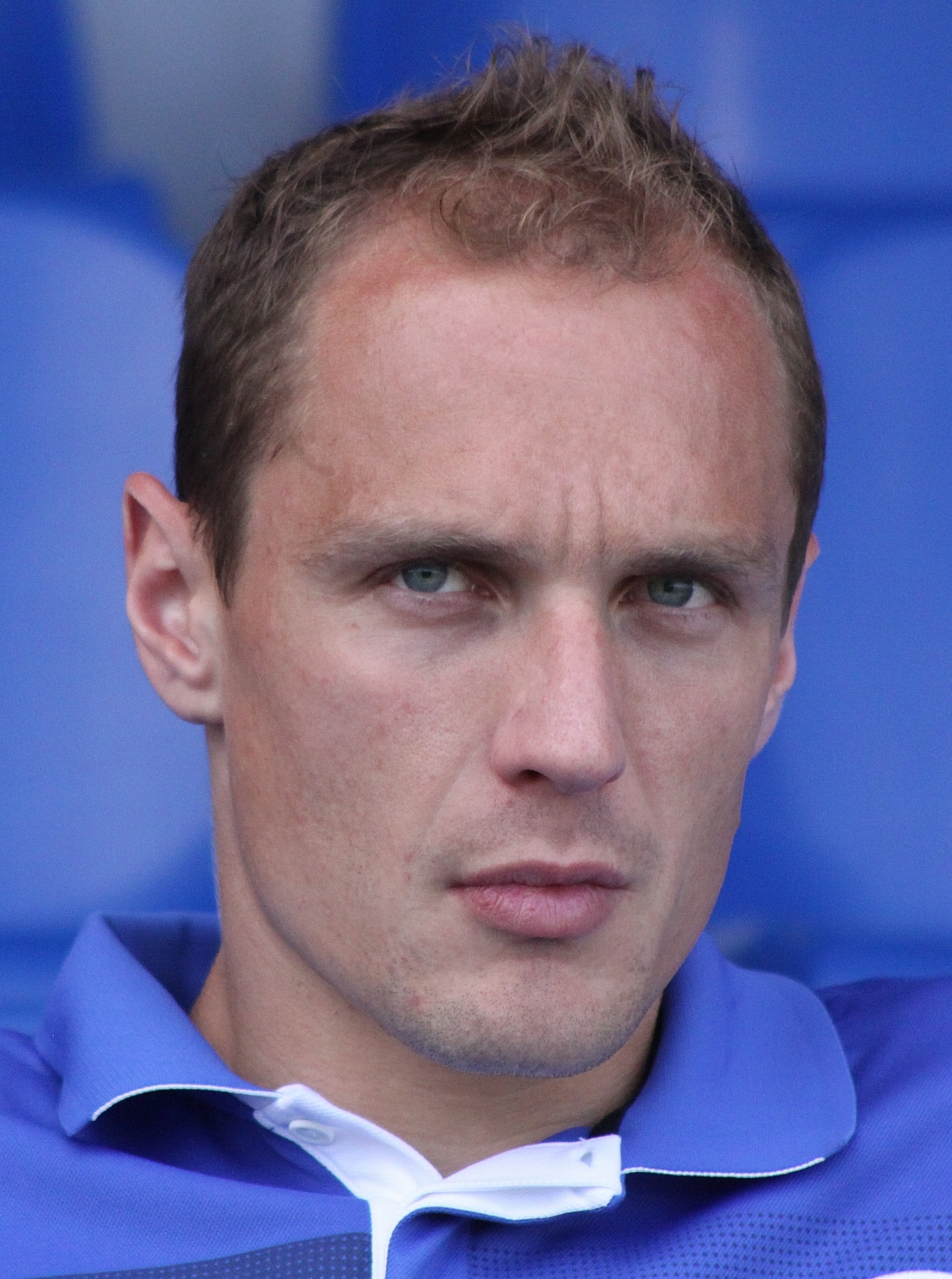
Jaroslav Drobný (* 1979)

- Drobný, Václav (1980–2012), tschechischer Fußballspieler
- Drobužas, Gvidas (* 1963), litauischer Unternehmer

### Droc
- Drocco, Nicola (* 1979), italienischer Skeletonpilot
- Drochner, Winfried (* 1943), deutscher Agrarwissenschaftler, Tiermediziner und Hochschullehrer
- Drochter, Karl (1940–2021), österreichischer Politiker (SPÖ), Bundesrat
- Drocic, Viktor (* 2000), österreichischer Fußballspieler
- Droctulft, oströmischer General

### Droe
- Droege, Franz (1863–1930), preußischer Beamter
- Droege, Georg (1929–1993), deutscher Historiker
- Droege, Heinrich (1933–2011), deutscher Schriftsteller
- Droege, Michael (* 1973), deutscher Jurist und Hochschullehrer
- Droege, Oscar (1898–1983), deutscher Grafiker und Maler
- Droege, Peter (* 1952), deutscher Architekt, Raumplaner, Stadtplaner, Präsident von Eurosolar, Generalvorsitzender des Weltrats für Erneuerbare Energien (WCRE)
- Droege, Wolfgang (1949–2005), kanadisch-deutscher Rechtsextremist
- Droegemueller, William (1906–1987), US-amerikanischer Stabhochspringer
- Droem, Ernst (1880–1947), deutscher Schriftsteller und Dichter
- Droemer, Willy (1911–2000), deutscher Verleger
- Droescher, Lili (1871–1944), deutsche Sozialpädagogin, Leiterin des PFH
- Droescher, Werner Otto (1911–1978), deutsch-neuseeländischer philosophischer Anarchist, Pädagoge und Sprachwissenschaftler
- Droese, Ernest (1817–1891), deutscher Missionar und Übersetzer
- Droese, Felix (* 1950), deutscher Künstler
- Droese, Irmel (* 1943), deutsche Künstlerin
- Droese, Michael (* 1952), deutscher Leichtathlet
- Droese, Siegbert (* 1969), deutscher Politiker (AfD)
- Droese, Sigismund (1822–1891), deutscher Richter und Parlamentarier
- Droese, Uwe (* 1965), deutscher Politiker (FDP), MdL
- Droeshout, Martin, englischer Graveur oder Kupferstecher
- Droessel, August Friedrich von der (1736–1803), preußischer Generalmajor, Chef des Leibkürassierregiments
- Droesser, Gerhard (* 1948), deutscher römisch-katholischer Theologe
- Droëtti, Jacques, italienischer Radrennfahrer

### Drog
- Drogan, Bernd (* 1955), deutscher Radsportler
- Drogba, Didier (* 1978), ivorischer FußballspielerDidier Drogba (* 1978)

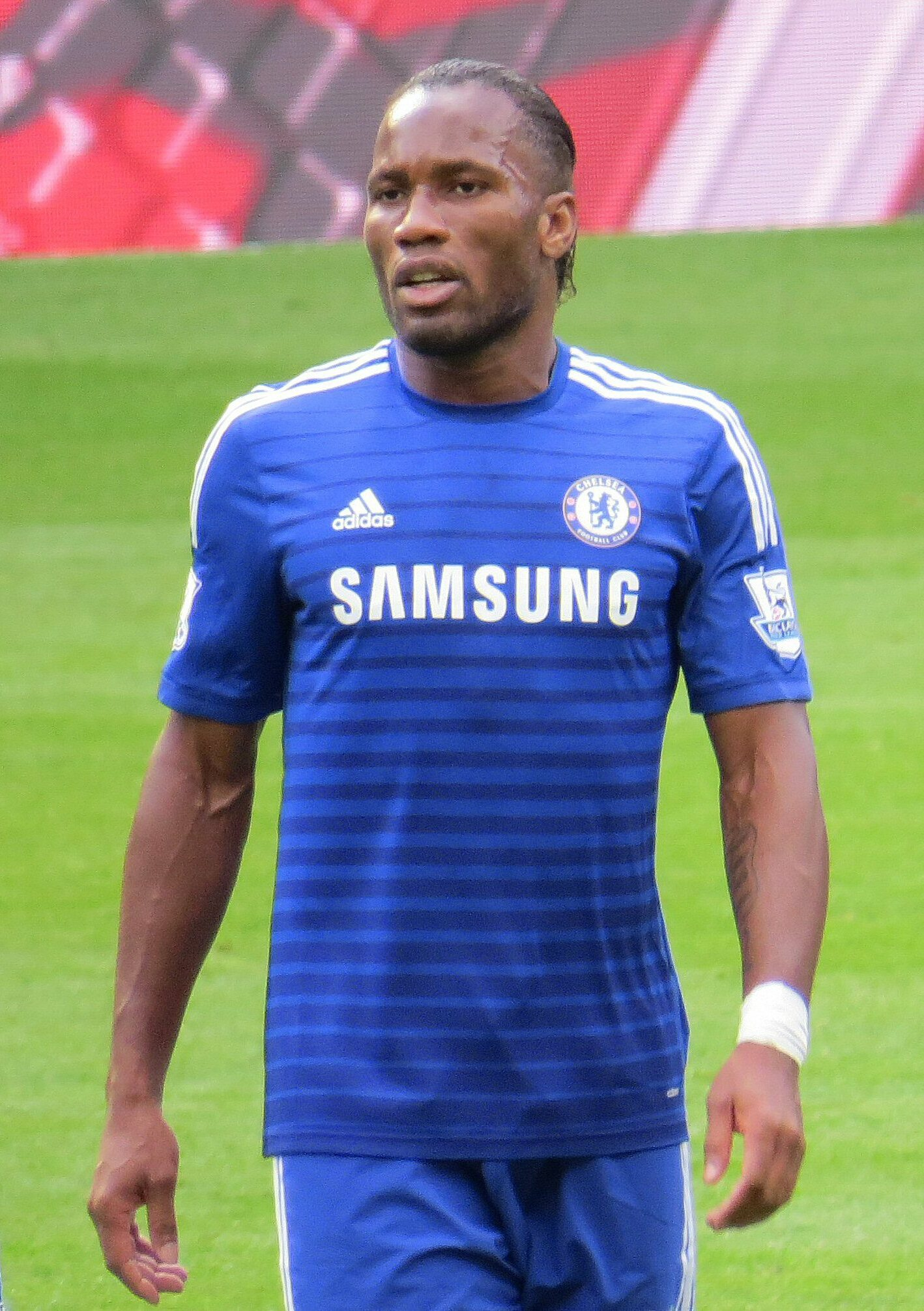
Didier Drogba (* 1978)

- Drogbele, Samuel (* 1993), ghanaischer Fußballspieler
- Dröge, Franz (1937–2002), deutscher Kommunikationswissenschaftler
- Dröge, Franz Joseph (1789–1850), deutscher Jurist und Politiker
- Dröge, Heinz (1922–2005), deutscher Botschafter
- Dröge, Johann Albert (1805–1854), deutscher Kaufmann und Politiker
- Dröge, Karl (* 1893), deutscher Landschaftsmaler, Illustrator, Grafiker, Gebrauchsgrafiker und Kunstpädagoge
- Dröge, Katharina (* 1984), deutsche Politikerin (Bündnis 90/Die Grünen), MdBKatharina Dröge (* 1984)

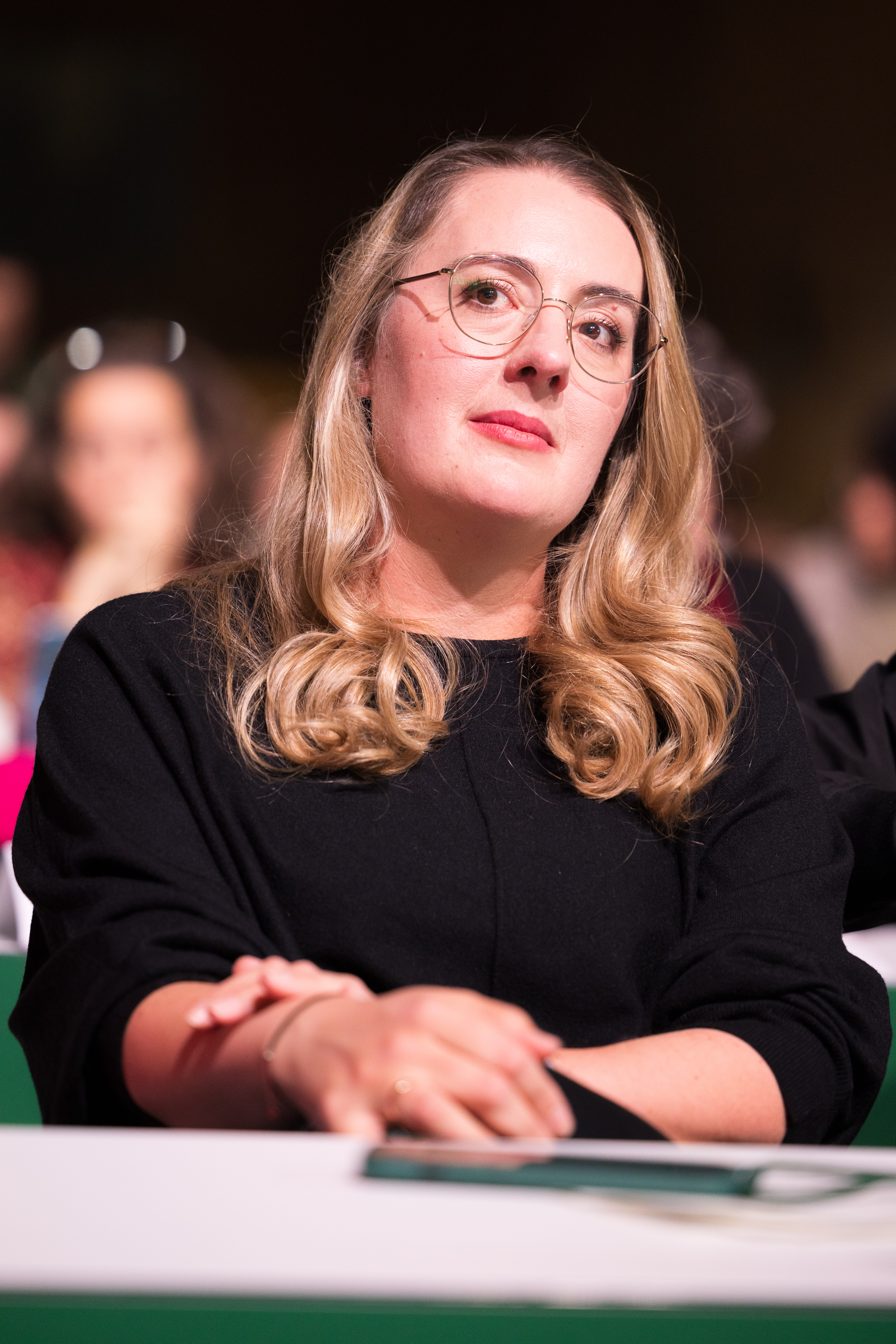
Katharina Dröge (* 1984)

- Dröge, Katrin (* 1946), deutsche Kostümbildnerin
- Dröge, Kurt (* 1951), deutscher Volkskundler
- Dröge, Markus (* 1954), deutscher evangelischer Theologe und Bischof
- Dröge, Okke (* 2002), deutscher Handballspieler
- Droge, Otto (1885–1970), deutscher Architekt
- Droge, Pete (* 1969), US-amerikanischer Singer-Songwriter und Musiker
- Dröge-Modelmog, Ilse (1941–2018), deutsche Soziologin
- Drögekamp, Iris (* 1967), deutsche Hörspielregisseurin
- Drögemüller, Alfred (1913–1988), deutscher Parteifunktionär (KPD)
- Drögemüller, Cord (* 1970), deutscher Veterinärmediziner
- Drögemüller, Hans-Peter (1932–2015), deutscher Altphilologe und Gymnasiallehrer
- Drögemüller, Jens (* 1969), deutscher Spieleautor
- Drögemüller, Lars (* 1973), deutscher Handballspieler
- Drogenbroek, Marieke van (* 1964), niederländische Ruderin
- Dröger, Ilona (* 1979), polnische Volleyballspielerin
- Dröger, Wilhelm (1909–1969), deutsches Todesopfer an der innerdeutschen Grenze
- Drögereit, Richard (1908–1977), deutscher Historiker und Archivar
- Drogin, Karen (* 1965), US-amerikanische Juristin und Schriftstellerin
- Drogmi Shakya Yeshe, Übersetzer des tibetischen Buddhismus (Vajrayana)
- Drögmöller, Gotthard (1884–1957), Stellmacher, Karosseriebautechniker und Firmengründer
- Drogo († 967), Bischof von Osnabrück
- Drogo († 1051), Graf von Apulien
- Drogo († 708), Herzog der Champagne
- Drogo (996–1035), Graf von Vexin, Amiens und Mantes
- Drogo von Metz (* 801), Sohn von Kaiser Karl dem Großen und dessen Konkubine Regina
- Drogo von Minden († 902), Bischof von Minden
- Drogo, Piero (1926–1973), italienischer Autorennfahrer und Karosseriebauer
- Drogosz, Leszek (1933–2012), polnischer Boxer
- Drogoz, Philippe (1937–2023), französischer Komponist
- Drogseth, Arne (1893–1973), norwegischer Bergbauingenieur, Industriemanager und Politiker (Arbeiterpartei), Staatssekretär und kommissarischer Minister
- Droguet, Aubane (* 2002), französische Tennisspielerin
- Droguet, Titouan (* 2001), französischer Tennisspieler
- Droguett Torrealba, Vicente Orlando (* 2000), chilenischer Beachvolleyballspieler
- Droguett, Carlos (1912–1996), chilenischer Schriftsteller
- Droguett, Héctor (1925–2004), chilenischer Radrennfahrer
- Droguett, Hugo (* 1982), chilenischer Fußballspieler
- Droguett, Miguel (* 1961), chilenischer Radrennfahrer
- Drogunova, Emma (* 1995), deutsche SchauspielerinEmma Drogunova (* 1995)

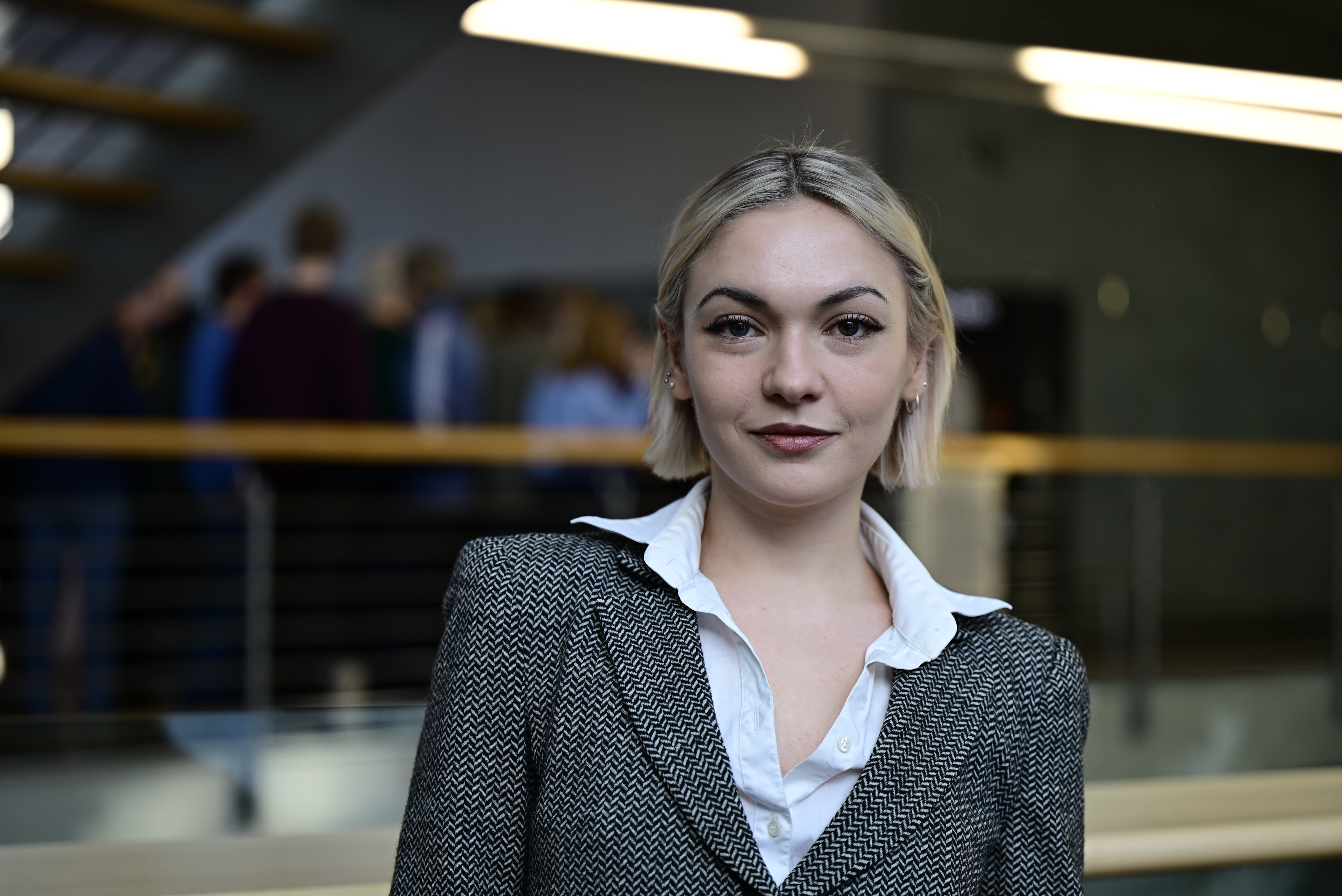
Emma Drogunova (* 1995)

### Droh
- Drohan, Jen, US-amerikanische Film-, Bühnen- und Fernsehschauspielerin
- Drohla, Gisela (1924–1983), deutsche Lektorin, Übersetzerin, Nachdichterin und Herausgeberin russischer Literatur
- Drohobeczky, Julije (1853–1934), rumänischer Geistlicher, Bischof von Križevci
- Drohobytsch, Jurij (1450–1494), rotruthenischer Arzt und Hochschullehrer
- Drohsel, Franziska (* 1980), deutsche Politikerin (SPD), Bundesvorsitzende der Jusos

### Droi
- Droit, Michel (1923–2000), französischer Autor und Journalist
- Droit, Roger-Pol (* 1949), französischer Journalist, Akademiker und Philosoph

### Drok
- Droke, Samantha (* 1987), US-amerikanische Schauspielerin

### Drol
- Drolé, Jean-Armel (* 1997), ivorischer Fußballspieler
- Drole, Ruben (* 1980), Schweizer Opernsänger (Bassbariton)
- Drolet, Marie-Ève (* 1982), kanadische Shorttrackerin
- Drolet, Nancy (* 1973), kanadische Eishockeyspielerin
- Drolet, Rémi (* 2000), kanadischer Skilangläufer
- Drolinvaux, Ernst (1917–1999), deutscher Schriftsteller, Redakteur, Autor und Regisseur von Hörspielen und Filmen
- Dröll, Karl (1897–1969), deutscher Politiker (KPD), Opfer des Stalinismus
- Dröll, Thomas, deutscher Basketballtrainer
- Droll, Wilhelm (1893–1967), deutscher Politiker (Zentrum, CDU), MdL
- Drolling, Martin (1752–1817), französischer Maler
- Drolling, Michel-Martin (1786–1851), französischer Porträt- und Historienmaler
- Drollinger, Carl Friedrich (1688–1742), deutscher Archivar, Schriftsteller, Übersetzer
- Drollinger, Christoph (1861–1943), deutscher evangelischer Geistlicher und Begründer der Schweizer Gemeinde für Urchristentum
- Drollinger, Eugen (1858–1930), deutscher Architekt und bayerischer Baubeamter
- Drolshagen, Carl (1871–1934), deutscher Kartographiehistoriker und Vermessungsbeamter
- Drolshagen, Ebba (* 1948), deutsche Autorin und Übersetzerin
- Drolz, Hugo (1862–1950), österreichischer Bergingenieur

### Drom
- Drömann, Hans-Christian (1932–2018), lutherischer Theologe, Landessuperintendent
- Dromas, antiker griechischer Toreut
- Dromgoole, George (1797–1847), amerikanischer Politiker
- Dromichaites, Herrscher der Geten
- Drommel, Joël (* 1996), niederländischer Fußballtorwart
- Drömmer, Friedrich Peter (1889–1968), deutscher Maler und Werbegrafiker
- Drömmer, Max (1927–2024), deutscher Philosoph
- Dromowicz, Werner (1913–2004), deutscher Politiker (SPD), MdA
- Droms, Heinrich (1887–1965), deutscher Politiker (SPD), MdA

### Dron
- Dron, Gaston (1924–2008), französischer Radrennfahrer
- Drona, Leo Murphy (* 1941), philippinischer Ordensgeistlicher, römisch-katholischer Bischof von San Pablo
- D’Rone, Frank (1932–2013), US-amerikanischer Sänger und Gitarrist
- Dröner, Ernst (1879–1951), deutscher Politiker (SPD)
- Dronett, Shane (1971–2009), US-amerikanischer American-Football-Spieler
- Droney, Christopher F. (* 1954), US-amerikanischer Jurist und Politiker
- Drongelen, Rick van (* 1998), niederländischer Fußballspieler
- Dronia, Norbert (* 1957), deutscher Fußballspieler
- Dronia, Paweł (* 1989), deutsch-polnischer Eishockeyspieler
- Dronina, Tatjana Nikolajewna (* 1978), russische Handballspielerin
- Dronjak, Oscar (* 1972), schwedischer GitarristOscar Dronjak (* 1972)

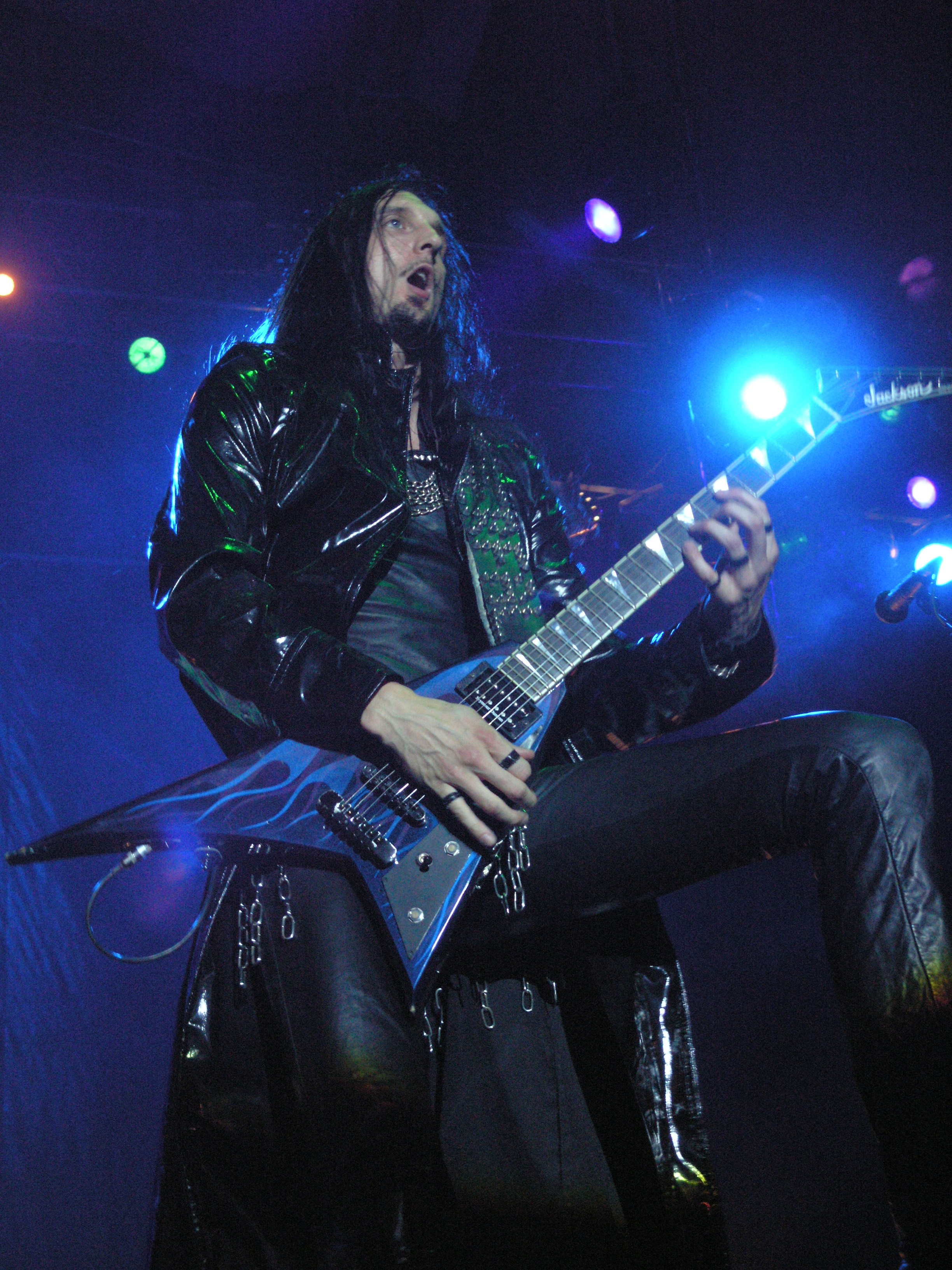
Oscar Dronjak (* 1972)

- Dronke, Adolf (1837–1898), deutscher Schulmann und Gründer des Eifelvereins
- Dronke, Ernst (1822–1891), Schriftsteller und Publizist
- Dronke, Ernst (1865–1933), deutscher Jurist und Gerichtspräsident
- Dronke, Ernst Friedrich Johann (1797–1849), deutscher Gymnasiallehrer
- Dronke, Minnie Maria (1904–1987), deutsche Schauspielerin
- Dronke, Peter (1934–2020), britischer mittellateinischer Philologe deutscher Herkunft
- Dronke, Ursula (1920–2012), britische Mediävistin
- Dronow, Alexander Surenowitsch (1946–2023), russischer Fernschachweltmeister
- Dronow, Jaroslaw Jurjewitsch (* 1991), russischer Singer-Songwriter und MusikproduzentJaroslaw Jurjewitsch Dronow (* 1991)

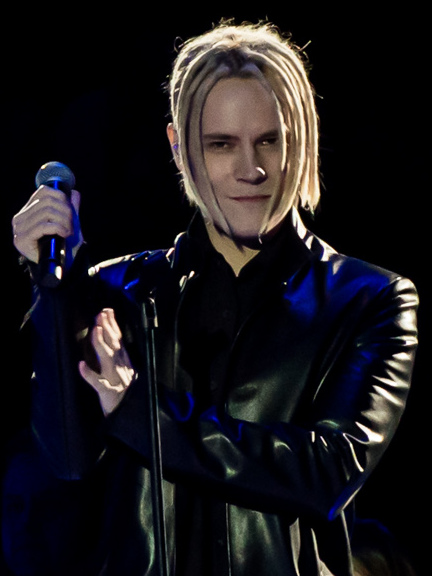
Jaroslaw Jurjewitsch Dronow (* 1991)

- Dronow, Michail Wiktorowitsch (* 1956), sowjetisch-russischer Bildhauer
- Dronowa, Nona Dmitrijewna (* 1960), sowjetische bzw. russische Juwelierin und Hochschullehrerin
- Dronowa, Tamara Wiktorowna (* 1993), russische Radsportlerin
- Dronsella, John (* 1957), kanadisch-deutscher Basketballspieler
- Dronskowski, Richard (* 1961), deutscher Hochschullehrer, Chemiker und Physiker

### Droo
- Droog, Bernard (1921–2009), niederländischer Schauspieler
- Droog, Henricus (* 1944), niederländischer Ruderer
- Droogenbroodt, Germain (* 1944), belgischer Dichter
- Drooker, Eric (* 1958), US-amerikanischer Cartoonist
- Droop, Constanza (* 1965), deutsche Kinderbuch-Illustratorin
- Droop, Fritz (1875–1938), deutscher Pädagoge, Journalist und Schriftsteller
- Droop, Henry Richmond (1832–1884), englischer Jurist
- Droop, John Percival (1882–1963), britischer klassischer Archäologe
- Droop, Marie Luise (1890–1959), deutsche Autorin, Regisseurin und Produzentin
- Drootin, Buzzy (1920–2000), US-amerikanischer Jazz-Schlagzeuger

### Drop
- Dropa, Matthias († 1732), deutscher Orgelbauer
- Dropides (Archon 593/92 v. Chr.), Athener Archon
- Dropides (Archon 645/44 v. Chr.), Athener Archon
- Dropkin, Celia (1887–1956), polnisch-US-amerikanische Schriftstellerin des Jiddischen
- Dropmann, Bernhard (* 1948), deutscher Regisseur, Schauspieler und Intendant
- Dropmann, Hermann (1890–1957), deutscher Politiker (CDU), MdV
- Droppa, Ivan (* 1972), slowakischer Eishockeyspieler und -trainer
- Droppa, Lukáš (* 1989), tschechischer Fußballspieler
- Dropsy, Dominique (1951–2015), französischer Fußballtorhüter
- Dropsy, Henri (1885–1969), französischer Bildhauer und Medailleur

### Dror
- Dror, Omer (* 1993), israelischer Schauspieler und Model
- Dror, Rachel (1921–2024), deutsche Lehrerin
- Drori, Amir (1937–2005), israelischer Generalmajor und Archäologe
- Drory, Edward (1844–1904), deutscher Industriemanager britischer Abstammung
- Drory, George William (1803–1879), britischer Ingenieur und Gaswerkunternehmer
- Drory, Henry James (1837–1899), britischer Techniker
- Drory, Leonard (1800–1866), britischer Ingenieur und Gaswerkunternehmer

### Dros
- Dros, Johann Michael (1775–1841), fränkischer Gastwirt und Politiker
- Dros-Canters, Mence († 1934), niederländische Badminton-, Tennis- und Hockeyspielerin
- Drosaico, Führer der südslawischen Narentaner
- D’Rosario, Hubert (1919–1994), indischer Ordensgeistlicher, römisch-katholischer Erzbischof von Shillong
- Drosay, Jean de, französischer Jurist, Philologe, Hebraist, Gräzist, Latinist und Romanist
- Dröscher, Daniela (* 1977), deutsche Schriftstellerin (Roman, Drama, Essay)Daniela Dröscher (* 1977)

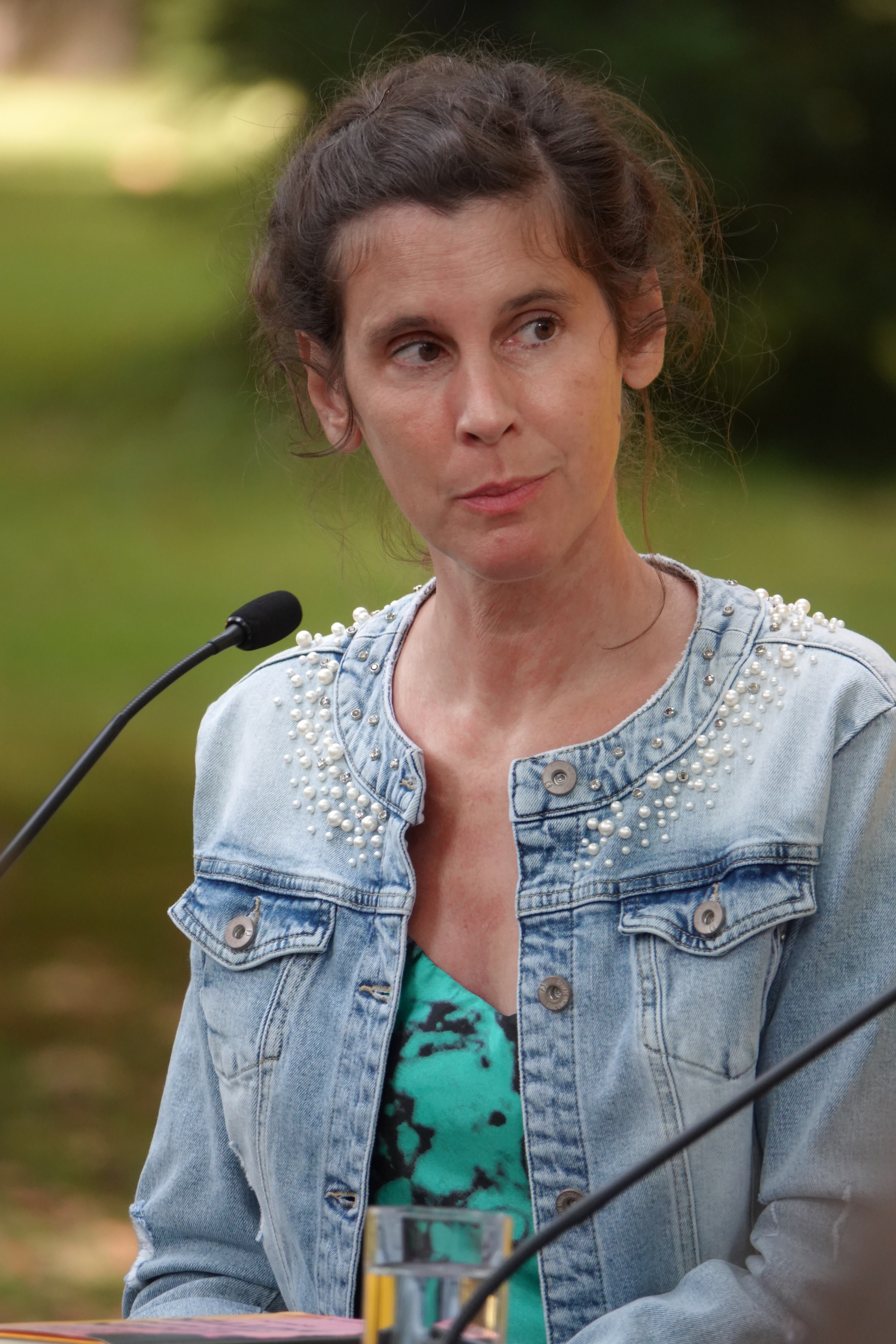
Daniela Dröscher (* 1977)

- Dröscher, Elke (* 1941), deutsche Museumsgründerin, Galeristin und Autorin
- Dröscher, Georg (1854–1945), deutscher Theaterschauspieler, -leiter, Opernregisseur, Übersetzer und Autor
- Dröscher, Michael (* 1949), deutscher Chemiker
- Dröscher, Peter Wilhelm (1946–2020), deutscher Politiker (SPD), MdL
- Dröscher, Vitus B. (1925–2010), deutscher Sachbuchautor und Verhaltensforscher
- Dröscher, Wilhelm (1860–1939), deutscher Statistiker und Politiker, MdR
- Dröscher, Wilhelm (1920–1977), deutscher Politiker (SPD), MdL, MdB, MdEPWilhelm Dröscher (1920–1977)

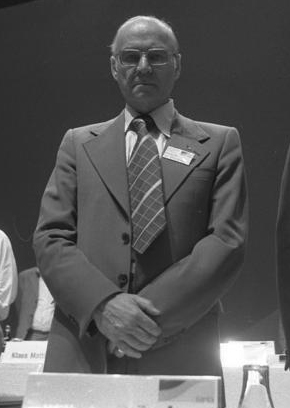
Wilhelm Dröscher (1920–1977)

- Droschke, Martin (* 1972), deutscher Journalist, Autor, Künstler und Werbetexter
- Drosd, Grigori Anatoljewitsch (* 1979), russischer Boxer
- Drosd, Sjarhej (* 1990), belarussischer Eishockeyspieler
- Drosd, Wolodymyr (1939–2003), ukrainischer Schriftsteller und Journalist
- Drosdek, Paul (1878–1945), deutsch-polnischer römisch-katholischer Geistlicher und Märtyrer
- Drosdenko, Alexander Jurjewitsch (* 1964), russischer Politiker und Staatsmann
- Drosdezki, Alexander Nikolajewitsch (* 1981), russischer Eishockeyspieler
- Drosdezki, Nikolai Wladimirowitsch (1957–1995), russischer Eishockeyspieler
- Drosdezkich, Ilja Sergejewitsch (* 1999), kuwaitisch-russischer Eishockeyspieler
- Drosdow, Alexei Wassiljewitsch (* 1983), russischer Zehnkämpfer
- Drosdow, Juri Iwanowitsch (1925–2017), sowjetischer Nachrichtendienstler
- Drosdow, Nikolai Michailowitsch (1917–1974), sowjetischer Konteradmiral
- Drosdowskaja, Mikaela Michailowna (1937–1978), sowjetische Schauspielerin und Synchronsprecherin
- Drosdowski, Günther (1926–2000), deutscher Germanist
- Drosdowski, Michail Gordejewitsch (1881–1919), russischer Offizier
- Dröse, Herbert (1908–1979), deutscher Politiker (SPD), Oberbürgermeister von Hanau
- Dröse, Hermann (1880–1957), deutscher Politiker (SPD), MdL
- Dröse, Horst (* 1949), deutscher Hockeyspieler
- Dröse, Jorinde (* 1976), deutsche Regisseurin
- Dröse, Karl (1913–1996), deutscher Hockeyspieler
- Drosina, Aldo (1932–2000), kroatischer Fußballspieler und -trainer
- Drosnés, Leonid (* 1880), russischer Psychiater, Leibarzt des Wolfsmann und Mitglied der Wiener Psychoanalytischen Vereinigung
- Drosnin, Michael (1946–2020), US-amerikanischer investigativer Journalist und Bestseller-Autor
- Droß, Friedrich (1886–1972), deutscher Jurist, Regierungsdirektor, Herausgeber und Schriftsteller
- Dross, Liselotte (1887–1996), deutsche Malerin und Illustratorin
- Dross, Otto (1861–1916), deutscher Schriftsteller und Gymnasiallehrer
- Dross, Reinhard (1931–2013), deutscher protestantischer Theologe und Religionspädagoge
- Droß-Krüpe, Kerstin (* 1979), deutsche Althistorikerin
- Drossaart Lulofs, Hendrik Joan (1906–1998), niederländischer Altphilologe und Arabist
- Drossbach, Gisela, deutsche Historikerin
- Drossel, Barbara (* 1963), deutsche Physikerin
- Drossel, Ernst (1927–1998), deutscher Fußballspieler
- Droßel, Heinz (1916–2008), deutscher Jurist, Gerechter unter den Völkern
- Drossel, Paul (1880–1954), deutscher Widerstandskämpfer
- Drossel, Welf-Guntram (* 1967), deutscher Maschinenbauingenieur
- Drösser, Christoph (* 1958), deutscher Wissenschaftsredakteur
- Drößler, Christopher (* 1995), deutscher Politiker (AfD), MdB
- Drößler, Eugenie (1916–2010), deutsche Hockeysportlerin
- Drößler, Graziella (1953–2023), deutsche Malerin
- Drössler, Karl (1840–1916), österreichischer Unternehmer
- Drößler, Karl (* 1937), deutscher Fußballspieler und Biologe
- Drößler, Rudolf (1934–2022), deutscher Sachbuchautor und Wissenschaftsjournalist
- Drößler, Stefan (* 1961), deutscher Museumsdirektor und Filmrestaurator
- Drößler, Steffen (* 1990), deutscher Volleyball- und Beachvolleyballspieler
- Droßmann, Falko (* 1973), deutscher Politiker (SPD), Hamburger BezirksamtsleiterFalko Droßmann (* 1973)

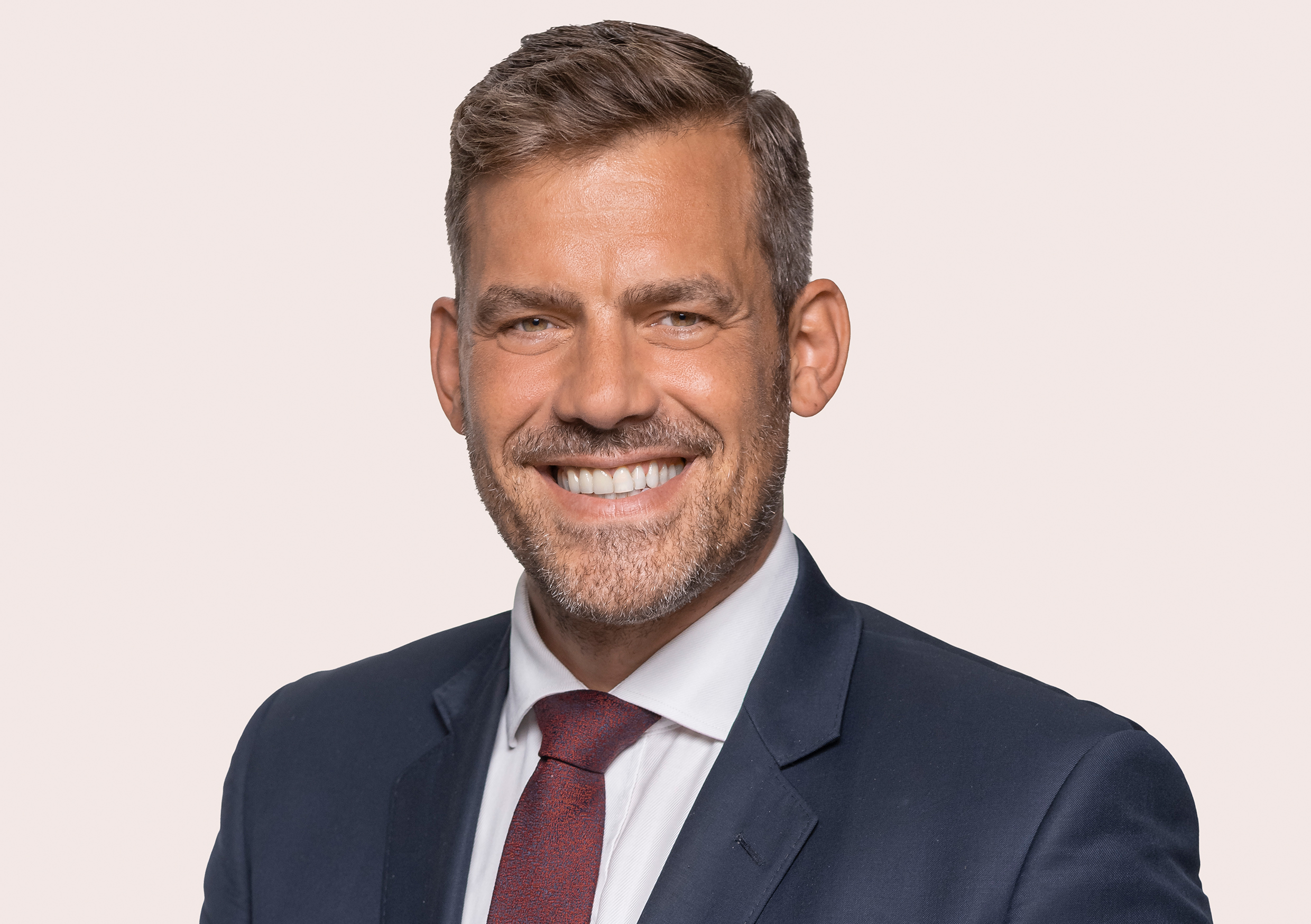
Falko Droßmann (* 1973)

- Drost, Alfred (* 1939), deutscher Basketballschiedsrichter
- Drost, Andreas (* 1980), deutscher Synchronregisseur und Diplom-Tonmeister
- Drost, Epi (1945–1995), niederländischer Fußballspieler und -trainer
- Drost, Frank (* 1963), niederländischer Schwimmer
- Drost, Gert (* 1960), deutscher Komponist und Pianist
- Drost, Henrico (* 1987), niederländischer Fußballspieler
- Drost, Johann Albrecht (1816–1884), deutscher Richter und Parlamentarier
- Drost, Johann Heinrich von (1731–1791), preußischer Major und Chef des III. Stehenden Grenadier-Bataillon
- Drost, Johannes (1880–1954), niederländischer Schwimmer
- Drost, Rudolf (1892–1971), deutscher Ornithologe
- Drost, Willem, holländischer Maler
- Drost, Willi (1892–1964), deutscher Kunsthistoriker und Hochschullehrer
- Drost-Abgarjan, Armenuhi (* 1955), deutsch-armenische Philologin
- Droste Vischering zu Nesselrode-Reichenstein, Felix (1808–1865), Gutsbesitzer und Mitglied des Preußischen Herrenhauses
- Droste zu Erwitte, Benedikt Wilhelm von († 1741), Landdrost und Domherr in Paderborn
- Droste zu Erwitte, Engelbert Dietrich Ludwig von (1725–1769), Dompropst in Hildesheim und Landdrost des Herzogtums Westfalen
- Droste zu Erwitte, Ferdinand Friedrich von (1683–1728), Domherr in Münster und Paderborn
- Droste zu Erwitte, Ferdinand Philipp von (1710–1736), Domherr in Münster und Osnabrück
- Droste zu Erwitte, Johann Philipp von (1684–1734), Domherr in Münster und Paderborn
- Droste zu Füchten, Caspar Ferdinand (1713–1774), Domherr und Hofkammerpräsident in Münster
- Droste zu Füchten, Ernst Dietrich Anton von (1681–1731), Landdrost des Herzogtums Westfalen
- Droste zu Füchten, Friedrich Ferdinand (1719–1770), deutscher Domdechant und Domherr
- Droste zu Füchten, Friedrich Wilhelm (1712–1753), Domherr in Münster und Paderborn
- Droste zu Handorf, Everwin II. von († 1535), Bürgermeister der Stadt Münster und Gutsbesitzer
- Droste zu Hülshoff, Bernd von (* 1938), deutscher Forstwissenschaftler, Generaldirektor der UNESCO
- Droste zu Hülshoff, Bernhard II. von (1542–1624), Bürgermeister der Stadt Münster und Gutsbesitzer
- Droste zu Hülshoff, Carl Caspar von (1843–1922), deutscher Offizier, Unternehmer und Gutsbesitzer

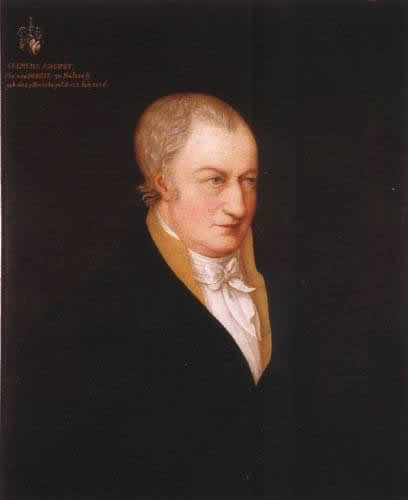
Clemens-August II. von Droste zu Hülshoff (1760–1826)

- Droste zu Hülshoff, Clemens August I. von (1730–1798), Gutsbesitzer und Großvater der Dichterin Annette von Droste-Hülshoff
- Droste zu Hülshoff, Clemens Friedrich (1837–1919), Landrat von Büren
- Droste zu Hülshoff, Clemens von (1881–1955), deutscher Landrat des Landkreises Höxter
- Droste zu Hülshoff, Clemens-August II. von (1760–1826), deutscher GutsbesitzerClemens-August II. von Droste zu Hülshoff (1760–1826)
- Droste zu Hülshoff, Clemens-August von (1793–1832), deutscher Jurist und Professor für Rechtsphilosophie, Kirchen- und Kriminalrecht sowie Rektor der Universität Bonn
- Droste zu Hülshoff, Constantin Maria von (1841–1901), deutscher Franziskaner
- Droste zu Hülshoff, Elisabeth von (1845–1912), deutsche Schriftstellerin
- Droste zu Hülshoff, Ernst Konstantin von (1709–1756), Domherr zu Osnabrück
- Droste zu Hülshoff, Ernst Konstantin von (1736–1799), römisch-katholischer Geistlicher und Domherr in Münster und Osnabrück
- Droste zu Hülshoff, Everwin von († 1604), katholischer Reformator, Priester und Dechant zu Münster
- Droste zu Hülshoff, Ferdinand von (1841–1874), deutscher Schriftsteller und Ornithologe
- Droste zu Hülshoff, Heinrich († 1721), Adeliger
- Droste zu Hülshoff, Heinrich I. von (1500–1570), Ratsherr der Stadt Münster und Gutsbesitzer von Burg Hülshoff
- Droste zu Hülshoff, Heinrich Johann I. (1677–1739), Gutsbesitzer und Vicedominus im Domkapitel
- Droste zu Hülshoff, Heinrich Johannes Franz von (1768–1836), Dompropst im Bistum Münster (1822 bis 1836)
- Droste zu Hülshoff, Heinrich von (1827–1887), königlich-preußischer Landrat, Politiker und Gutsbesitzer
- Droste zu Hülshoff, Heinrich Wilhelm (1704–1754), kurkölnischer Kämmerer
- Droste zu Hülshoff, Heinrich-Johann von (1735–1798), deutscher fürstbischöflicher Generalleutnant und Gouverneur von Münster
- Droste zu Hülshoff, Jenny von (1795–1859), Schwester der Annette von Droste-HülshoffJenny von Droste zu Hülshoff (1795–1859)

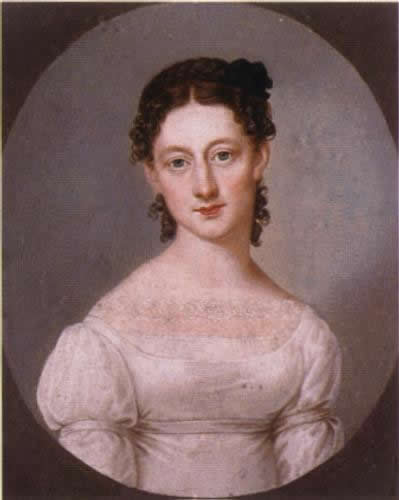
Jenny von Droste zu Hülshoff (1795–1859)

- Droste zu Hülshoff, Johann (1640–1679), Domherr zu Fritzlar
- Droste zu Hülshoff, Johann IV. († 1446), Ratsherr und Bürgermeister der Stadt Münster
- Droste zu Hülshoff, Johann V. (1421–1462), Ratsherr und Kämmerer der Stadt Münster und Gutsbesitzer von Burg Hülshoff
- Droste zu Hülshoff, Johann VI. (1430–1499), Ratsherr und Bürgermeister von Münster
- Droste zu Hülshoff, Johann VII. (1467–1539), Ratsherr und Bürgermeister von Münster
- Droste zu Hülshoff, Jutta Freifrau von (1926–2015), deutsche Stifterin und Kunstsammlerin
- Droste zu Hülshoff, Konstantin Ernst von (1770–1841), Domherr in Münster
- Droste zu Hülshoff, Maximilian Friedrich von (1764–1840), deutscher Komponist
- Droste zu Hülshoff, Werner-Constantin von (1798–1867), königlich-preußischer Landrat, Politiker und Gutsbesitzer
- Droste zu Hülshoff, Wilderich von (* 1948), deutscher Jurist, Autor und Stiftungsvorstand
- Droste zu Möllenbeck, Everwin von (1592–1661), Gutsbesitzer und Mitglied der Fruchtbringenden Gesellschaft
- Droste zu Senden, Clemens (1821–1875), Politiker und Gutsbesitzer
- Droste zu Senden, Clemens August († 1772), Domherr in Münster und Osnabrück
- Droste zu Senden, Elisabeth († 1613), Äbtissin im Stift Nottuln
- Droste zu Senden, Jobst, Domherr in Münster und Vizedominus
- Droste zu Senden, Jobst Moritz (1666–1754), Landkomtur des Deutschen-Ritterordens
- Droste zu Senden, Johann Bernhard (1658–1713), Domherr in Münster und Speyer sowie Assessor der Landschaftspfennigkammer
- Droste zu Senden, Johann Ferdinand (1684–1723), Kämmerer im Hochstift Mäünster
- Droste zu Senden, Johann Karl (1692–1761), Domherr in Münster und königlicher Regierungspräsident
- Droste zu Senden, Karl Friedrich (1750–1800), Domherr in Münster
- Droste zu Senden, Mauritz Dietrich Anton (1683–1723), Domherr in Münster und Paderborn
- Droste zu Senden, Maximilian Friedrich Edmund (1777–1847), Politiker und Gutsbesitzer
- Droste zu Vischering gen. Manenschyn, Dietrich († 1465), Dompropst in Münster
- Droste zu Vischering von Nesselrode-Reichenstein, Hermann (1837–1904), Politiker und Gutsbesitzer
- Droste zu Vischering, Adolf Heidenreich († 1724), Domkantor in Münster
- Droste zu Vischering, Adolf Heidenreich (1699–1747), Domherr in Münster, Osnabrück und Minden
- Droste zu Vischering, Adolf Heidenreich (1715–1776), Erbdroste und Amtsdroste in den Ämtern Ahaus und Horstmar
- Droste zu Vischering, Adolf Heinrich († 1650), Dompropst in Münster
- Droste zu Vischering, Christoph Heidenreich (1652–1723), Amtsdroste in Ahaus und Horstmar

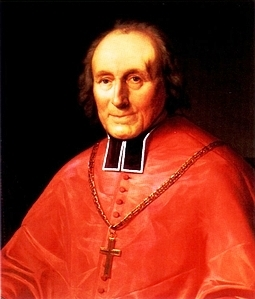
Clemens August Droste zu Vischering (1773–1845)

- Droste zu Vischering, Clemens August (1724–1762), Domherr in Münster
- Droste zu Vischering, Clemens August (1773–1845), deutscher Geistlicher, Erzbischof des Erzbistums Köln (1835–1845)Clemens August Droste zu Vischering (1773–1845)
- Droste zu Vischering, Clemens August Maria (1742–1790), Amtsdroste in Ahaus und Horstmar
- Droste zu Vischering, Clemens Heidenreich (1832–1923), deutscher Gutsbesitzer und Politiker, MdR
- Droste zu Vischering, Ferdinand Gottfried, Domherr in Münster und Osnabrück
- Droste zu Vischering, Franz Otto von (1771–1826), katholischer Theologe und Publizist
- Droste zu Vischering, Goswin (1612–1680), Dombursar und Amtsdroste im Hochstift Münster
- Droste zu Vischering, Gottfried (1579–1652), Domkantor und Dombursar in Münster
- Droste zu Vischering, Gottfried († 1683), Großprior des deutschen Johanniterordens
- Droste zu Vischering, Heidenreich (1508–1588), Amtsdroste in den Ämtern Ahaus und Horstmar
- Droste zu Vischering, Heidenreich (1540–1622), Droste in den Ämtern Ahaus und Horstmar
- Droste zu Vischering, Heidenreich (1580–1643), Amtsdroste in den Ämtern Ahaus und Horstmar
- Droste zu Vischering, Heidenreich (1616–1678), Amtsdroste in Ahaus und Horstmar
- Droste zu Vischering, Heidenreich Ludwig († 1723), Domscholaster in Münster
- Droste zu Vischering, Heidenreich Matthias (1699–1739), Offizial in Osnabrück und Geheimer Rat in Köln
- Droste zu Vischering, Heinrich († 1620), Domscholaster in Münster
- Droste zu Vischering, Hermann, Domherr in Münster
- Droste zu Vischering, Jobst Gottfried († 1729), Domherr in Münster
- Droste zu Vischering, Joseph (1784–1845), Obersthofmeister und Feldmarschallleutnant in der k. k. Armee
- Droste zu Vischering, Kaspar Maximilian (1770–1846), Bischof des Bistums Münster
- Droste zu Vischering, Maria (1863–1899), deutsche Ordensschwester der Schwestern vom Guten Hirten und SeligeMaria Droste zu Vischering (1863–1899)

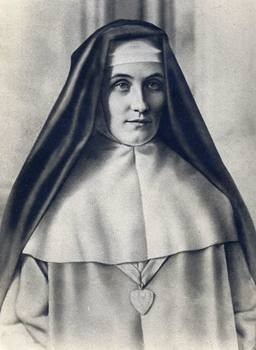
Maria Droste zu Vischering (1863–1899)

- Droste zu Vischering, Maximilian (1794–1849), Politiker und Gutsbesitzer
- Droste zu Vischering, Maximilian Heidenreich (1684–1751), Erbdroste und Amtsdroste im Amt Ahaus
- Droste zu Vischering, Maximilian Heinrich (1749–1801), Domherr in Münster
- Droste zu Vischering-Padberg, Caspar Maximilian (1808–1887), deutscher Landrat und preußischer Abgeordneter
- Droste zu Vischering-Padberg, Maximilian (1781–1845), deutscher Landrat und erster Landrat des Kreises Brilon
- Droste, Bernhard (1927–2019), deutscher Architekt
- Droste, Bruno (1918–1969), deutscher Musiker, Komponist und Orchesterleiter
- Droste, Franz Friedrich (1753–1817), Bremer Jurist und Senator
- Droste, Franz Friedrich (1784–1849), deutscher Jurist und Bremer Senator
- Droste, Georg (1866–1935), plattdeutscher bremischer Autor
- Droste, Gertrud (1898–1945), deutsche Bildhauerin
- Droste, Gottfried von (1908–1992), deutscher Physiker
- Droste, Heinrich (1880–1958), deutscher Wirtschaftsjournalist und Verleger
- Droste, Heinrich (1896–1972), deutscher Prokurist und Lokalpolitiker (NSDAP)
- Droste, Herbert (1934–2020), deutscher Jurist, Verwaltungsbeamter und Oberkreisdirektor im Landkreis Hannover
- Droste, Johann Eberhard von (1662–1726), sächsischer Generalleutnant, Kommandeur der Festung Königstein
- Droste, Johannes (1886–1963), niederländischer Mathematiker und theoretischer Physiker
- Droste, Karl Heinz (1931–2005), deutscher Bildhauer, Grafiker, Maler und Fotograf
- Droste, Kati (* 1984), deutsche Autorennfahrerin
- Droste, Liane von (* 1959), deutsche Journalistin und Buchautorin
- Droste, Ludwig (1814–1875), deutscher Architekt, Stadtbaumeister in Hannover, Vertreter des hannoverschen Rundbogenstils
- Droste, Magdalena (* 1948), deutsche Kunsthistorikerin und Germanistin
- Droste, Maria (* 1957), deutsche Bogenschützin im Behindertensport
- Droste, Matthias (1792–1864), deutscher katholischer Priester
- Droste, Meike (* 1980), deutsche SchauspielerinMeike Droste (* 1980)

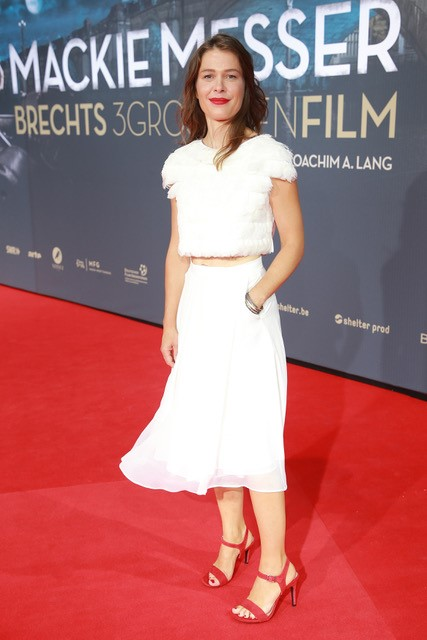
Meike Droste (* 1980)

- Droste, Peter Johannes (* 1959), deutscher Historiker, Didaktiker und Gymnasiallehrer
- Droste, Placidus von († 1700), Fürstabt von Fulda
- Droste, Sebastian (1898–1927), deutscher Tänzer, Lyriker und Schauspieler
- Droste, Silvia (* 1960), deutsche Jazz-Sängerin
- Droste, Thorsten (1950–2011), deutscher Kunsthistoriker
- Droste, Werner (1929–1995), deutscher Elektroingenieur und Ingenieurwissenschaftler
- Droste, Wiglaf (1961–2019), deutscher Autor, Satiriker und Sänger
- Droste, Wilhelm (1933–2020), deutscher Politiker (CDU), MdL
- Droste, Wilhelm (* 1953), deutscher Schriftsteller
- Droste, Wilhelm (* 1960), deutscher Politiker (CDU), MdL
- Droste-Hülshoff, Annette von (1797–1848), deutsche Schriftstellerin und Komponistin
- Droste-Hülshoff, Bernhard III. von (1634–1700), deutscher Gutsbesitzer und Stammherr auf Burg Hülshoff
- Droste-Hülshoff, Heinrich II. von (1597–1666), Gutsbesitzer und Stammherr
- Droste-Roggemann, Louise (1865–1945), deutsche Malerin
- Drosten, Christian (* 1972), deutscher Virologe

### Drot
- Drot, Jean-Marie (1929–2015), französischer Schriftsteller und Filmregisseur
- Drotbohm, Heike, deutsche Ethnologin
- Drotschmann, Manfred (1933–2020), deutscher Landwirt, Politiker (SPD), MdHB
- Drotschmann, Mirko (* 1986), deutscher Journalist, Moderator, Autor und WebvideoproduzentMirko Drotschmann (* 1986)

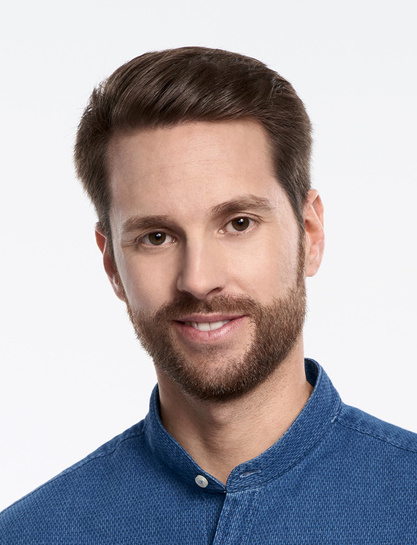
Mirko Drotschmann (* 1986)

- Drott, Hajo (* 1929), deutscher Multimediakünstler
- Drott, Karl (1906–1971), deutscher Politiker (SPD), MdL

### Drou
- Drouais, François-Hubert (1727–1775), französischer Porträtmaler
- Drouais, Germain-Jean (1763–1788), französischer Maler
- Drouais, Hubert (1699–1767), französischer Maler
- Drouart, Johann Friedrich von (1713–1794), königlich preußischer Generalmajor und Kommandeur des Garnisons-Regiments Nr. 2
- Drouart, Raphaël (1884–1972), französischer Druckgrafiker
- Droubi, Latifa Al- (* 1984), Ehefrau von Ahmed al-Sharaa
- Droucker, Sandra (1875–1944), russische Pianistin
- Drouet d’Erlon, Jean-Baptiste (1765–1844), französischer General und Marschall von Frankreich
- Drouet, Jean-Baptiste (1763–1824), französischer Revolutionär, Postmeister von Sainte-Menehould
- Drouet, Jean-Pierre (* 1935), französischer Perkussionist und Komponist
- Drouet, Juliette (1806–1883), französische SchauspielerinJuliette Drouet (1806–1883)

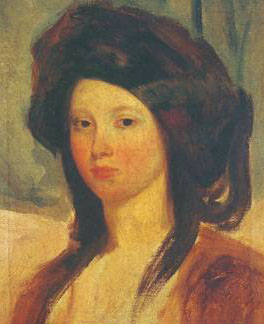
Juliette Drouet (1806–1883)

- Drouet, Louis (1792–1873), französisch-niederländischer Flötist, Flötenbauer, Komponist und Dirigent
- Drouet, Minou (* 1947), französische Schriftstellerin
- Drouhet, Charles (1879–1940), rumänischer Romanist, Französist, Rumänist und Komparatist
- Drouillard, George (1773–1810), Jäger und Entdecker, Mitglied der Lewis-und-Clark-Expedition
- Drouin, Charles (1890–1974), französischer Autorennfahrer
- Drouin, Derek (* 1990), kanadischer Hochspringer
- Drouin, Jonathan (* 1995), kanadischer Eishockeyspieler
- Drouin, Jude (* 1948), kanadischer Eishockeyspieler
- Drouin, Madame (1720–1803), französische Schauspielerin
- Drouin-Deslauriers, Jeff (* 1984), kanadischer Eishockeyspieler
- Drouineau, Gustave (1798–1878), französischer Schriftsteller
- Droukdel, Abdelmalek (1970–2020), Emir oder Führer der algerischen Gruppe Al-Qaida im Islamischen Maghreb (AQIM)
- Droumeva, Doroteya (* 1978), bulgarische Filmregisseurin und Drehbuchautorin
- Drouode, Marie-Louisa (* 2005), französische Bahnradsportlerin
- Drouot, Antoine (1774–1847), französischer General unter Napoleon
- Drouot, Édouard (1859–1945), französischer Bildhauer
- Drouot, Grégoire (* 1976), französischer römisch-katholischer Geistlicher, Bischof von Nevers
- Drouot, Jean-Claude (* 1938), belgischer Schauspieler
- Drouot, Viktor (1811–1897), österreichischer Politiker, Bürgermeister von Linz
- Drout, Michael D. C. (* 1968), US-amerikanischer Hochschullehrer für englische Sprache
- Droutsas, Dimitris (* 1968), griechischer Politiker (PASOK), MdEP
- Drouve, Andreas (* 1964), deutscher Autor und Journalist
- Drouvé, Katharina (* 1961), deutsche Benediktinerin
- Drouven, Bernd (* 1955), deutscher Manager
- Droux, David (* 1997), Schweizer Autorennfahrer
- Drouyn de Lhuys, Édouard (1805–1881), französischer Staatsmann
- Drouyn, Léo (1816–1896), französischer Maler, Grafiker, Architekt und Archäologe

### Drov
- Drover, Shawn (* 1966), kanadischer Schlagzeuger
- Drovetti, Bernardino (1776–1852), Prokonsul von Napoléon Bonaparte

### Drow
- Drower, E. S. (1879–1972), britische Kulturanthropologin, Orientalistin und Romanautorin
- Drown, Ruth B. (1892–1965), US-amerikanische Alternativmedizinerin

### Drox
- Droxford, John († 1329), englischer Geistlicher und Minister, Bischof von Bath und Wells

### Droy
- Droy, Micky (* 1951), englischer Fußballspieler
- Droysen, Bernhard Philipp (1722–1786), deutscher evangelischer Geistlicher
- Droysen, Gustav (1838–1908), deutscher Historiker
- Droysen, Hans (1851–1918), deutscher Historiker, Klassischer Philologe und Gymnasiallehrer
- Droysen, Johann Christoph (1773–1816), deutscher Feld- und Garnisonsprediger
- Droysen, Johann Friedrich (1770–1814), deutscher Mathematiker und Astronom
- Droysen, Johann Gustav (1808–1884), deutscher HistorikerJohann Gustav Droysen (1808–1884)

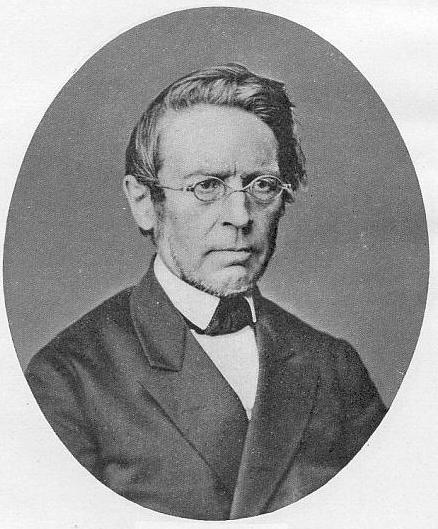
Johann Gustav Droysen (1808–1884)

- Droysen, Karl Ludwig (1756–1831), deutscher evangelisch-lutherischer Theologe und Schriftsteller
- Droysen, Zoe (1884–1975), deutsche Dichterin und Schriftstellerin
- Droysen-Reber, Dagmar (1928–2020), deutsche Musikwissenschaftlerin

### Droz
- Droz Vincent, Marion (* 2008), französische Nordische Kombiniererin
- Droz, Édouard (1854–1915), Schweizer Politiker (LPS)
- Droz, Eugénie (1893–1976), Schweizer Romanistin und Verlegerin
- Droz, François-Xavier-Joseph (1773–1850), französischer Moralphilosoph, Historiker und Mitglied der Académie française
- Droz, Gilbert (1928–1994), Schweizer Fußballschiedsrichter
- Droz, Heinrich (1890–1958), Schweizer Lehrer und Redakteur
- Droz, Jacques (1909–1998), französischer Historiker
- Droz, Jean-Pierre (1746–1823), Schweizer Medailleur und Münzmeister
- Droz, Laura (* 2000), Schweizer Fussballtorhüterin
- Droz, Numa (1844–1899), Schweizer PolitikerNuma Droz (1844–1899)

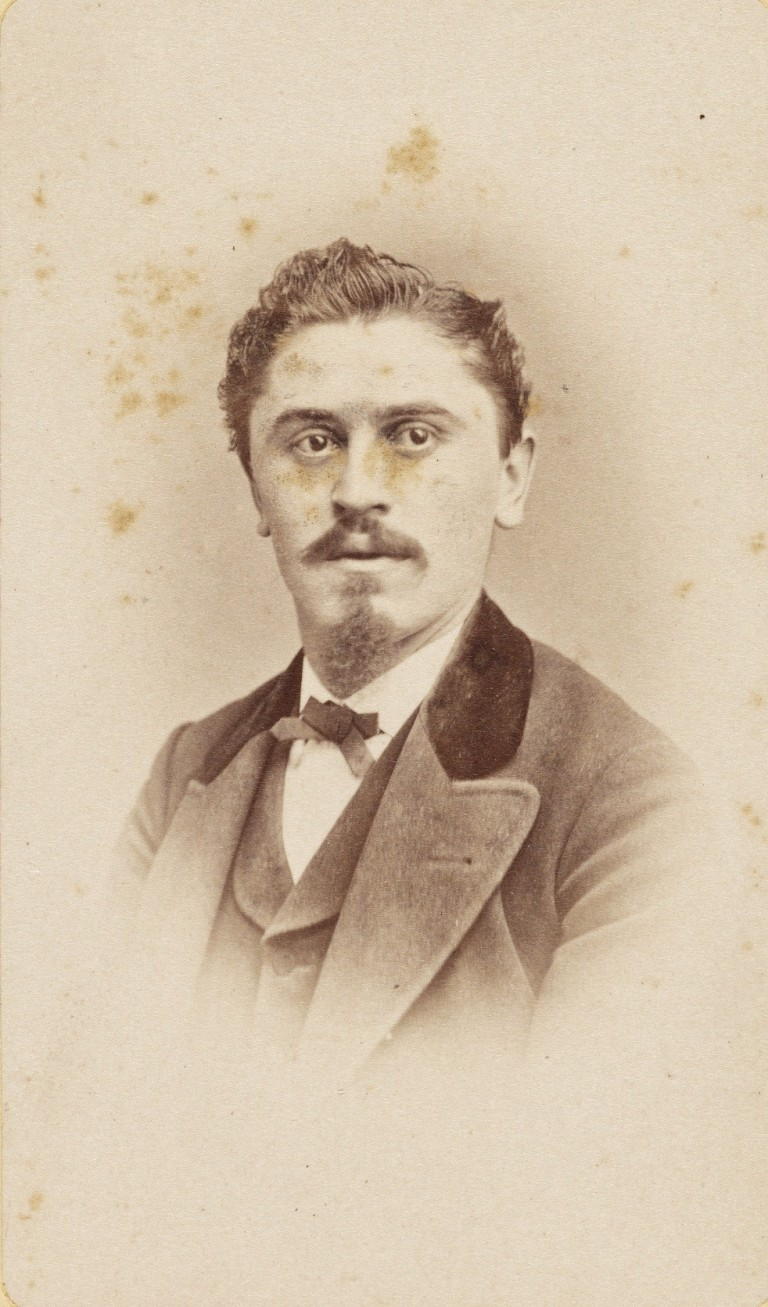
Numa Droz (1844–1899)

- Droz, Raymond (1934–2000), Schweizer Jazzmusiker (Posaune, auch Althorn, Perkussion)
- Droz, Raynald (* 1965), Schweizer Offizier, Stabschef des Kommandos Operationen
- Droz, Rémy (* 1940), Schweizer Psychologe
- Droz, Rudolf (1888–1946), deutscher Fußballspieler
- D’Rozario, Michael (1925–2016), bangladeschischer Ordensgeistlicher und römisch-katholischer Bischof von Khulna
- D’Rozario, Patrick (* 1943), bangladeschischer Ordensgeistlicher und römisch-katholischer Erzbischof von Dhaka
- Drozd, Michael (* 2002), rumänischer Fußballspieler
- Drozd, Wiktoria (* 2001), polnische Leichtathletin
- Drozda, Thomas (* 1965), österreichischer Politiker (SPÖ), Bundesminister und KulturmanagerThomas Drozda (* 1965)

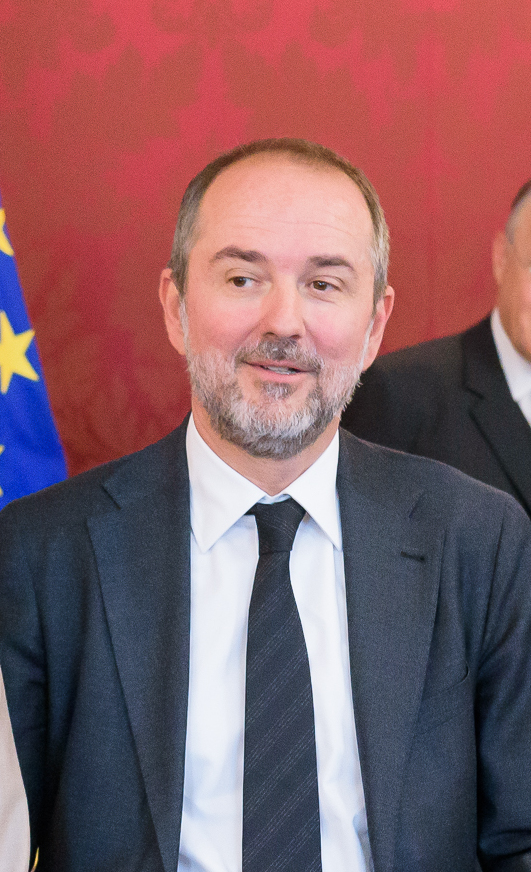
Thomas Drozda (* 1965)

- Drozdik, Orshi (* 1946), ungarische Performance- und Konzeptkünstlerin
- Drozdowski, Georg (1899–1987), österreichischer Schriftsteller und Journalist
- Drozdowski, Jan (1857–1918), polnischer Pianist und Musikpädagoge
- Drozdowski, Niki (* 1979), deutscher Filmregisseur und Drehbuchautor
- Dróżdż, Stanisław (1939–2009), polnischer Lyriker der konkreten Poesie
- Drozdzynski, Alexander (1925–1981), polnischer Journalist und Schriftsteller
- Drozg, Jan (* 1999), slowenischer Eishockeyspieler
- Drozg, Janez (1933–2005), jugoslawischer bzw. slowenischer Regisseur
- Drozniak, Peter (1902–1945), deutscher römisch-katholischer Geistlicher, Herz-Jesu-Missionar und Märtyrer